# Mala ulica (Vermeer)
Mala ulica (nizozemsko Het Straatje) je slika nizozemskega slikarja Jana Vermeerja, ustvarjena ok. 1657–1658. Razstavljen je v Rijksmuseumu v Amsterdamu in je pod oknom v spodnjem levem kotu podpisana z "I V MEER".

## Opis
Slika je narejena v olje na platnu in je razmeroma majhna, saj je visoka 54,3 centimetra in široka 44,0 centimetra.
Slika, ki prikazuje tiho ulico, prikazuje tipičen vidik življenja nizozemskega mesta zlate dobe. To je ena od le treh Vermeerjevih slik, ki prikazujejo poglede na Delft, druge pa so Pogled na Delft in zdaj izgubljena Hiša, ki stoji v Delftu. Ta slika velja za pomembno delo nizozemskega mojstra.
Ravni koti se izmenjujejo s trikotnikom hiše in neba, kar daje kompoziciji določeno vitalnost. Stene, kamni in zidaki so pobarvani v debelejšem barvnem sloju, tako da so skoraj otipljivi.

## Materiali za slikanje
Vermeer je realistično upodobitev površin dosegel z mojstrskim nanosom razmeroma omejenega števila pigmentov. Za rdečkasto rjavo opečno steno je uporabil rdečo oker in alizarin, modrina na nebu vsebuje svinčeno belilo in naravni ultramarin. Zelena polkna in listje so pobarvani z azuritom, pomešanim s svinčeno-kositrno rumeno.

## Lokacija
Medtem ko se na splošno strinjajo, da upodabljajo sodobno ulično sceno v Delftu iz 17. stoletja, kjer je Vermeer živel in delal, je natančna lokacija prizora, ki ga je naslikal Vermeer, že dolgo predmet raziskav in razprav, pri čemer študije zagovarjajo Voldersgracht, kjer je Vermeerjev center ali Nieuwe Langendijk na današnjih številkah 22 do 26.
Leta 2015 je arhivska raziskava, ki je temeljila na mestnem registru nabrežnih pristojbin, ki vsebuje podrobne meritve vseh hiš in prehodov vzdolž kanalov Delfta v tistem času, privedla do zaključka, da je mesto Vlamingstraat, ulica z ozkim kanalom, pri današnjih številkah 40 in 42. 
Raziskava je tudi pokazala, da lastnina na desni strani slike pripada Vermeerjevi teti, Ariaentgen Claes van der Minne. Imela je podjetje s prodajo vampov in prehod ob hiši je bil znan kot Penspoort ali Tripe Gate. Vermeerjeva mati in sestra sta prav tako živeli ob istem kanalu, diagonalno nasproti. Nadaljnje raziskave so pokazale, da se stavbe in drevo za hišo, kot jih vidimo na sliki, ujemajo s točnimi zemljevidi lokacije. Prav tako je v današnjem času pravilna lokacija odtoka žleba 'tripe', ki teče od levih vrat do kanala.